# Bains-les-Bains
Bains-les-Bains – miejscowość i dawna gmina we Francji, w regionie Grand Est, w departamencie Wogezy. W 2013 roku populacja gminy wynosiła 1204 mieszkańców. 
W dniu 1 stycznia 2017 roku z połączenia trzech ówczesnych gmin – Bains-les-Bains, Harsault oraz Hautmougey – utworzono nową gminę La Vôge-les-Bains. Siedzibą gminy została miejscowość Bains-les-Bains. 